# Ljusbottentjärnen
Ljusbottentjärnen är en sjö i Storumans kommun i Lappland och ingår i Umeälvens huvudavrinningsområde. Sjön har en area på 0,194 kvadratkilometer och ligger 378,6 meter över havet.

## Delavrinningsområde
Ljusbottentjärnen ingår i det delavrinningsområde (724381-153100) som SMHI kallar för Utloppet av Rödingträsket. Medelhöjden är 426 meter över havet och ytan är 8,84 kvadratkilometer. Räknas de 4 avrinningsområdena uppströms in blir den ackumulerade arean 36,1 kvadratkilometer. Kvarnbäcken som avvattnar avrinningsområdet har biflödesordning 2, vilket innebär att vattnet flödar genom totalt 2 vattendrag innan det når havet efter 292 kilometer. Avrinningsområdet består mestadels av skog (92 procent). Avrinningsområdet har 0,72 kvadratkilometer vattenytor vilket ger det en sjöprocent på 8,1 procent.